# Vimarcé
Vimarcé és un municipi francès situat al departament de Mayenne i a la regió de País del Loira. L'any 2007 tenia 240 habitants.

## Demografia

### Població
El 2007 la població de fet de Vimarcé era de 240 persones. Hi havia 102 famílies de les quals 34 eren unipersonals (17 homes vivint sols i 17 dones vivint soles), 21 parelles sense fills, 34 parelles amb fills i 13 famílies monoparentals amb fills.
La població ha evolucionat segons el següent gràfic:
Habitants censats

### Habitatges
El 2007 hi havia 156 habitatges, 106 eren l'habitatge principal de la família, 35 eren segones residències i 15 estaven desocupats. 154 eren cases i 1 era un apartament. Dels 106 habitatges principals, 81 estaven ocupats pels seus propietaris, 25 estaven llogats i ocupats pels llogaters i 1 estava cedit a títol gratuït; 16 tenien dues cambres, 13 en tenien tres, 34 en tenien quatre i 43 en tenien cinc o més. 72 habitatges disposaven pel capbaix d'una plaça de pàrquing. A 47 habitatges hi havia un automòbil i a 49 n'hi havia dos o més.

### Piràmide de població
La piràmide de població per edats i sexe el 2009 era:
| Homes | Edats   | Dones |
| ----- | ------- | ----- |
| 0     | 95 o +  | 4     |
| 0     | 90 a 94 | 0     |
| 8     | 85 a 89 | 4     |
| 0     | 80 a 84 | 0     |
| 8     | 75 a 79 | 8     |
| 0     | 70 a 74 | 0     |
| 12    | 65 a 69 | 8     |
| 8     | 60 a 64 | 4     |
| 4     | 55 a 59 | 4     |
| 8     | 50 a 54 | 12    |
| 4     | 45 a 49 | 0     |
| 8     | 40 a 44 | 0     |
| 12    | 35 a 39 | 12    |
| 4     | 30 a 34 | 8     |
| 12    | 25 a 29 | 12    |
| 0     | 20 a 24 | 4     |
| 12    | 15 a 19 | 8     |
| 0     | 10 a 14 | 4     |
| 12    | 5 a 9   | 8     |
| 12    | 0 a 4   | 8     |

## Economia
El 2007 la població en edat de treballar era de 152 persones, 122 eren actives i 30 eren inactives. De les 122 persones actives 108 estaven ocupades (63 homes i 45 dones) i 12 estaven aturades (6 homes i 6 dones). De les 30 persones inactives 14 estaven jubilades, 5 estaven estudiant i 11 estaven classificades com a «altres inactius».

### Ingressos
El 2009 a Vimarcé hi havia 101 unitats fiscals que integraven 232 persones, la mediana anual d'ingressos fiscals per persona era de 16.085 €.

### Activitats econòmiques
Dels 4 establiments que hi havia el 2007, 1 era d'una empresa de construcció, 1 d'una empresa immobiliària i 2 d'empreses de serveis.
L'únic servei als particulars que hi havia el 2009 era una lampisteria.
L'any 2000 a Vimarcé hi havia 35 explotacions agrícoles que ocupaven un total de 1.944 hectàrees.

## Equipaments sanitaris i escolars
El 2009 hi havia una escola elemental integrada dins d'un grup escolar amb les comunes properes formant una escola dispersa.

## Poblacions més properes
El següent diagrama mostra les poblacions més properes.